# Phasmophaga meridionalis
Phasmophaga meridionalis är en tvåvingeart som beskrevs av Townsend 1909. Phasmophaga meridionalis ingår i släktet Phasmophaga och familjen parasitflugor. Inga underarter finns listade i Catalogue of Life.